# Liste der endokrinen, Ernährungs- und Stoffwechselkrankheiten nach ICD-10
Die Internationale statistische Klassifikation der Krankheiten und verwandter Gesundheitsprobleme (ICD-10) klassifiziert im Kapitel IV die Endokrinen, Ernährungs- und Stoffwechselkrankheiten nach untenstehendem Schlüssel.

## E00–E07 Krankheiten der Schilddrüse
| Code | Beschreibung                                                     | Namen der Erkrankungen (Synonyme) | Übersichtsartikel |
| ---- | ---------------------------------------------------------------- | --- | ----------------- |
| E00  | Angeborenes Jodmangelsyndrom                                     | Kretinismus | Jodmangel         |
| E01  | Jodmangelbedingte Schilddrüsenkrankheiten und verwandte Zustände | Struma (Kropf) | Jodmangel         |
| E02  | Subklinische Jodmangel-Hypothyreose                              | Hypothyreose (Schilddrüsenunterfunktion) | Jodmangel         |
| E03  | Sonstige Hypothyreose                                            | Hypothyreose (Schilddrüsenunterfunktion), Kretinismus, Myxödem | –                 |
| E04  | Sonstige nichttoxische Struma                                    | Struma (Kropf) | –                 |
| E05  | Hyperthyreose [Thyreotoxikose]                                   | Hyperthyreose (Schilddrüsenüberfunktion), Morbus Basedow, Schilddrüsenautonomie, Autonomes Adenom (Heißer Knoten), Hyperthyreosis factitia, Thyreotoxikose, Thyreotoxische Krise        | –                 |
| E06  | Thyreoiditis                                                     | Akute Thyreoiditis, Subakute Thyreoiditis, Autoimmunthyreoiditis (Hashimoto-Thyreoiditis), Autoimmunthyreopathie, Ord-Thyreoiditis, Arzneimittelinduzierte Thyreoiditis, Riedel-Struma  | Thyreoiditis      |
| E07  | Sonstige Krankheiten der Schilddrüse                             | Hypersekretion von Kalzitonin (C-Zellenhyperplasie), Dyshormogene Struma (Familiäre dyshormogene Struma, Pendred-Syndrom), Euthyroid-Sick-Syndrom (Niedrig-T3-Syndrom, Low-T3-syndrome) | –                 |

## E10–E14 Diabetes mellitus
| Code      | Beschreibung                                                                  | Namen der Erkrankungen (Synonyme) | Übersichtsartikel |
| --------- | ----------------------------------------------------------------------------- | --- | ----------------- |
| E10       | Primär insulinabhängiger Diabetes mellitus [Typ-1-Diabetes]                   | – | Diabetes mellitus |
| E11       | Nicht primär insulinabhängiger Diabetes mellitus [Typ-2-Diabetes]             | – | Diabetes mellitus |
| E12       | Diabetes mellitus in Verbindung mit Fehl- oder Mangelernährung [Malnutrition] | – | Diabetes mellitus |
| E13       | Sonstiger näher bezeichneter Diabetes mellitus                                | – | Diabetes mellitus |
| E14       | Nicht näher bezeichneter Diabetes mellitus                                    | – | Diabetes mellitus |
| 4. Stelle | Beschreibung                                                                  | Namen der Komplikationen (Synonyme) (Zusätzlich zu verschlüsselnder *-Code)                                                                | Diabetes mellitus |
| .0        | Mit Koma                                                                      | Diabetisches Koma | Diabetes mellitus |
| .1        | Mit Ketoazidose                                                               | Ketoazidose | Diabetes mellitus |
| .2        | Mit Nierenkomplikationen                                                      | Diabetische Nephropathie (Intrakapilläre Glomerulonephrose, Kimmelstiel-Wilson-Syndrom) (N08.3*)                                           | Diabetes mellitus |
| .3        | Mit Augenkomplikationen                                                       | Diabetische Katarakt (H28.0*), Diabetische Retinopathie (H36.0*)                                                                           | Diabetes mellitus |
| .4        | Mit neurologischen Komplikationen                                             | Amyotrophie (G73.0*), autonome Neuropathie (G99.0*), autonome Polyneuropathie (G99.0*), Mononeuropathie (G59.0*), Polyneuropathie (G63.2*) | Diabetes mellitus |
| .5        | Mit peripheren vaskulären Komplikationen                                      | Gangrän, periphere Angiopathie (I79.2*), Ulkus                                                                                             | Diabetes mellitus |
| .6        | Mit sonstigen näher bezeichneten Komplikationen                               | Diabetische Arthropathie (M14.2*), Hypoglykämie, Hypoglykämisches Koma, Neuropathische diabetische Arthropathie (M14.6*)                   | Diabetes mellitus |
| .7        | Mit multiplen Komplikationen                                                  | – | Diabetes mellitus |
| .8        | Mit nicht näher bezeichneten Komplikationen                                   | – | Diabetes mellitus |
| .9        | Ohne Komplikationen                                                           | – | Diabetes mellitus |
| 5. Stelle | Beschreibung                                                                  | Stoffwechsellage | Diabetes mellitus |
| 0         | nicht als entgleist bezeichnet                                                | – | Diabetes mellitus |
| 1         | als entgleist bezeichnet                                                      | Hypoglykämie, Hyperglykämie | Diabetes mellitus |

## E15–E16 Sonstige Störungen der Blutglukose-Regulation und der inneren Sekretion des Pankreas
| Code | Beschreibung                                          | Namen der Erkrankungen (Synonyme)                                                                   | Übersichtsartikel |
| ---- | ----------------------------------------------------- | --------------------------------------------------------------------------------------------------- | ----------------- |
| E15  | Hypoglykämisches Koma, nichtdiabetisch                | Hyperinsulinismus                                                                                   | –                 |
| E16  | Sonstige Störungen der inneren Sekretion des Pankreas | Hypoglykämie, Hyperglukagonismus, Hypergastrinämie, Zollinger-Ellison-Syndrom, Inselzellhyperplasie | –                 |

## E20–E35 Krankheiten sonstiger endokriner Drüsen
| Code | Beschreibung                                                                | Namen der Erkrankungen (Synonyme) | Übersichtsartikel    |
| ---- | --------------------------------------------------------------------------- | --- | -------------------- |
| E20  | Hypoparathyreoidismus                                                       | Hypoparathyreoidismus | –                    |
| E21  | Hyperparathyreoidismus und sonstige Krankheiten der Nebenschilddrüse        | Hyperparathyreoidismus | –                    |
| E22  | Überfunktion der Hypophyse                                                  | Akromegalie, Hyperprolaktinämie, Syndrom der inadäquaten ADH-Sekretion (SIADH, Schwartz-Bartter-Syndrom), Pubertas praecox | –                    |
| E23  | Unterfunktion und andere Störungen der Hypophyse                            | Hypophyseninsuffizienz, Diabetes insipidus, hypogonadotroper Hypogonadismus, Kallmann-Syndrom, Lorain-Kleinwuchs, Panhypopituitarismus, Simmonds-Sheehan-Syndrom (Sheehan-Syndrom), Hypothyreose, Morbus Addison, Amenorrhö, Agalaktie, Pickardt-Syndrom                                                     | –                    |
| E24  | Cushing-Syndrom                                                             | Cushing-Syndrom, Morbus Cushing, Nelson-Tumor, Pseudo-Cushing-Syndrom | –                    |
| E25  | Adrenogenitale Störungen                                                    | Pseudohermaphroditismus, Adrenogenitales Syndrom, Pseudopubertas praecox, Macrogenitosomia praecox, Nebennierenhyperplasie, Adrenogenitales Salzverlustsyndrom, 21-Hydroxylase-Mangel | –                    |
| E26  | Hyperaldosteronismus                                                        | Primärer Hyperaldosteronismus (Conn-Syndrom), Sekundärer Hyperaldosteronismus, Bartter-Syndrom | Hyperaldosteronismus |
| E27  | Sonstige Krankheiten der Nebenniere                                         | Addison-Krankheit (Morbus Addison, Nebennierenrindeninsuffizienz), Addison-Krise, Hypoaldosteronismus, Nebennierenmarküberfunktion | –                    |
| E28  | Ovarielle Dysfunktion                                                       | Östrogenüberschuss, Androgenüberschuss, Hypersekretion ovarieller Androgene, Syndrom polyzystischer Ovarien (Polyzystisches Ovarialsyndrom, Stein-Leventhal-Syndrom, Syndrom sklerozystischer Ovarien), Primäre Ovarialinsuffizienz, Östrogenverminderung, Syndrom resistenter Ovarien, Vorzeitige Menopause | –                    |
| E29  | Testikuläre Dysfunktion                                                     | Testikuläre Überfunktion, Testikuläre Unterfunktion (Hypogonadismus), Testikulärer Hypogonadismus, 5-Alpha-Reduktase-Mangel, Pseudohermaphroditismus masculinus | –                    |
| E30  | Pubertätsstörungen, anderenorts nicht klassifiziert                         | Pubertas tarda, Pubertas praecox | –                    |
| E31  | Polyglanduläre Dysfunktion                                                  | Autoimmune polyglanduläre Insuffizienz, Schmidt-Syndrom Polyendokrines Autoimmunsyndrom, Polyglanduläre Überfunktion | –                    |
| E32  | Krankheiten des Thymus                                                      | Persistierende Thymushyperplasie, Thymushyperplasie, Thymushypertrophie | –                    |
| E33  | (nicht vergeben)                                                            | – | –                    |
| E34  | Sonstige endokrine Störungen                                                | Karzinoid-Syndrom, Kleinwuchs, Konstitutioneller Hochwuchs, Androgenresistenz, Periphere Hormonrezeptorstörung, Pseudohermaphroditismus masculinus, Reifenstein-Syndrom, Testikuläre Feminisierung, Progerie                                                                                                 | –                    |
| E35* | Störungen der endokrinen Drüsen bei anderenorts klassifizierten Krankheiten | Waterhouse-Friderichsen-Syndrom (zusätzlich zu verschlüsseln: A39.1+) | –                    |

## E40–E46 Mangelernährung
| Code | Beschreibung                                                          | Namen der Erkrankungen (Synonyme)    | Übersichtsartikel |
| ---- | --------------------------------------------------------------------- | ------------------------------------ | ----------------- |
| E40  | Kwashiorkor                                                           | Kwashiorkor                          | Mangelernährung   |
| E41  | Alimentärer Marasmus                                                  | Alimentärer Marasmus, Marasmus       | Mangelernährung   |
| E42  | Kwashiorkor-Marasmus                                                  | Kwashiorkor-Marasmus                 | Mangelernährung   |
| E43  | Nicht näher bezeichnete erhebliche Energie- und Eiweißmangelernährung | Unterernährung, Kachexie, Hungerödem | Mangelernährung   |
| E44  | Energie- und Eiweißmangelernährung mäßigen und leichten Grades        | –                                    | Mangelernährung   |
| E45  | Entwicklungsverzögerung durch Energie- und Eiweißmangelernährung      | Entwicklungshemmung, Kleinwuchs      | Mangelernährung   |
| E46  | Nicht näher bezeichnete Energie- und Eiweißmangelernährung            | –                                    | Mangelernährung   |

## E50–E64 Sonstige alimentäre Mangelzustände
| Code | Beschreibung                                                          | Namen der Erkrankungen (Synonyme) | Übersichtsartikel |
| ---- | --------------------------------------------------------------------- | --- | ----------------- |
| E50  | Vitamin-A-Mangel                                                      | Xerosis conjunctivae, Bitot-Flecken, Hornhautxerose, Hornhautulzeration, Keratomalazie, Nachtblindheit, Xerophthalmie, Keratosis follicularis (L86*), Hypovitaminose A                                             | Hypovitaminose    |
| E51  | Thiaminmangel [Vitamin-B 1 -Mangel]                                   | Thiaminmangel (Vitamin-B1-Mangel), Beriberi, Wernicke-Enzephalopathie | Hypovitaminose    |
| E52  | Niazinmangel [Pellagra]                                               | Niazinmangel (Niacinmangel, Nikotinsäureamidmangel), Pellagra | Hypovitaminose    |
| E53  | Mangel an sonstigen Vitaminen des Vitamin-B-Komplexes                 | Vitamin-B-Mangel, Riboflavinmangel, Ariboflavinose, Pyridoxinmangel, Vitamin-B6-Mangel, Biotinmangel, Cobalaminmangel, Folatmangel, Folsäuremangel, Pantothensäuremangel, Vitamin-B12-Mangel, Zyanocobalaminmangel | Hypovitaminose    |
| E54  | Askorbinsäuremangel                                                   | Askorbinsäuremangel, Vitamin-C-Mangel, Skorbut | Hypovitaminose    |
| E55  | Vitamin-D-Mangel                                                      | Vitamin-D-Mangel, Rachitis, Osteomalazie, Avitaminose A | Hypovitaminose    |
| E56  | Sonstige Vitaminmangelzustände                                        | Vitaminmangel, Vitamin-E-Mangel, Vitamin-K-Mangel | Hypovitaminose    |
| E57  | (nicht vergeben)                                                      | – | –                 |
| E58  | Alimentärer Kalziummangel                                             | Kalziummangel | –                 |
| E59  | Alimentärer Selenmangel                                               | Selenmangel, Keshan-Krankheit | –                 |
| E60  | Alimentärer Zinkmangel                                                | Zinkmangel | –                 |
| E61  | Mangel an sonstigen Spurenelementen                                   | Kupfermangel, Eisenmangel, Magnesiummangel, Manganmangel, Chrommangel, Molybdänmangel, Vanadiummangel, Spurenelementmangel                                                                                         | –                 |
| E62  | (nicht vergeben)                                                      | – | –                 |
| E63  | Sonstige alimentäre Mangelzustände                                    | Mangel an essentiellen Fettsäuren | –                 |
| E64  | Folgen von Mangelernährung oder sonstigen alimentären Mangelzuständen | – | –                 |

## E65–E68 Adipositas und sonstige Überernährung
| Code | Beschreibung             | Namen der Erkrankungen (Synonyme)                                                                   | Übersichtsartikel         |
| ---- | ------------------------ | --------------------------------------------------------------------------------------------------- | ------------------------- |
| E65  | Lokalisierte Adipositas  | Lokalisierte Adipositas, Fettpolster                                                                | Adipositas, Überernährung |
| E66  | Adipositas               | Adipositas, Alveoläre Hypoventilation, Pickwick-Syndrom                                             | Adipositas, Überernährung |
| E67  | Sonstige Überernährung   | Hypervitaminose A, Hyperkarotinämie, Megavitamin-B6-Syndrom (Hypervitaminose B6), Hypervitaminose D | Hypervitaminose           |
| E68  | Folgen der Überernährung | –                                                                                                   | –                         |

## E70–E90 Stoffwechselstörungen
| Code    | Beschreibung                                                                                      | Namen der Erkrankungen (Synonyme) | Übersichtsartikel                                          |
| ------- | ------------------------------------------------------------------------------------------------- | --- | ---------------------------------------------------------- |
| E70     | Störungen des Stoffwechsels aromatischer Aminosäuren                                              | Phenylketonurie, Hyperphenylalaninämie, Alkaptonurie, Hypertyrosinämie, Ochronose, Tyrosinämie, Tyrosinose, Albinismus, Chediak-Steinbrinck-Higashi-Syndrom, Cross-McKusick-Breen-Syndrom, Hermansky-Pudlak-Syndrom | –                                                          |
| E71     | Störungen des Stoffwechsels verzweigter Aminosäuren und des Fettsäurestoffwechsels                | Ahornsirupkrankheit (Ahornsirup-Krankheit), Hyperleuzin-Isoleuzinämie, Hypervalinämie, Isovalerianazidämie, Methylmalonazidämie, Propionazidämie, Adrenoleukodystrophie (Addison-Schilder-Syndrom), Muskel-Carnitin-Palmitoyltransferase-Mangel | –                                                          |
| E72     | Sonstige Störungen des Aminosäurestoffwechsels                                                    | De-Toni-Debré-Fanconi-Komplex, Hartnup-Krankheit, Lowe-Syndrom, Zystinose, Zystinurie, Homozystinurie, Methioninämie, Sulfitoxidasemangel, Zystathioninurie, Argininämie, Argininbernsteinsäure-Krankheit, Hyperammonämie, Zitrullinämie, Glutaminazidurie, Hydroxylysinämie, Hyperlysinämie, Ornithinämie, Hyperhydroxyprolinämie, Hyperprolinämie, Nichtketotische Hyperglyzinämie, Sarkosinämie | –                                                          |
| E73     | Laktoseintoleranz                                                                                 | Angeborener Laktasemangel, Sekundärer Laktasemangel, Laktasemangel, Laktoseintoleranz | –                                                          |
| E74     | Sonstige Störungen des Kohlenhydratstoffwechsels                                                  | Glykogenspeicherkrankheit (Glykogenose), Andersen-Krankheit, Cardiomegalia glycogenica, Cori-Krankheit, Forbes-Krankheit, Fruktosemalabsorption, Hers-Krankheit, Leberphosphorylasemangel, McArdle-Krankheit, Phosphofruktokinase-Mangel, Pompe-Krankheit, Tarui-Krankheit, Von-Gierke-Krankheit, Essentielle Fruktosurie, Fruktose-1,6-diphosphatase-Mangel, Hereditäre Fruktoseintoleranz, Galaktokinasemangel, Glukose-Galaktose-Malabsorption, Saccharasemangel, Phosphoenolpyruvat-Carboxykinase-Mangel, Pyruvatcarboxylase-Mangel, Pyruvatdehydrogenase-Mangel, Essentielle Pentosurie, Hyperoxalurie (Oxalose, Oxalurie), Renale Glukosurie | –                                                          |
| E75     | Störungen des Sphingolipidstoffwechsels und sonstige Störungen der Lipidspeicherung               | Gangliosidose, GM1-Gangliosidose, GM2-Gangliosidose, GM3-Gangliosidose, Sandhoff-Krankheit, Tay-Sachs-Krankheit, Sialolipidose, Sphingolipidose, Fabry-Anderson-Krankheit (Morbus Fabry), Farber-Krankheit, Gaucher-Krankheit, Krabbe-Krankheit, Metachromatische Leukodystrophie, Niemann-Pick-Krankheit, Sulfatasemangel, Neuronale Zeroidlipofuszinose (Neuronale Ceroid-Lipofuszinose), Batten-Kufs-Syndrom, Bielschowsky-Dollinger-Syndrom, Spielmeyer-Vogt-Krankheit, Wolman-Krankheit, Zerebrotendinöse Xanthomatose (van-Bogaert-Scherer-Epstein-Syndrom)                                                                                  | –                                                          |
| E76     | Störungen des Glykosaminoglykan-Stoffwechsels                                                     | Mukopolysaccharidose, Hurler-Scheie-Variante, Pfaundler-Hurler-Krankheit, Scheie-Krankheit, Hunter-Krankheit, Beta-Glukuronidase-Mangel, Maroteaux-Lamy-Krankheit, Morquio-Krankheit, Sanfilippo-Krankheit | Mukopolysaccharidose                                       |
| E77     | Störungen des Glykoproteinstoffwechsels                                                           | Mukolipidose, Mukolipidose II (I-Zell-Krankheit), Mukolipidose III (Pseudo-Hurler-Polydystrophie), Aspartylglukosaminurie, Fukosidose, Mannosidose, Sialidose (Mukolipidose I) | –                                                          |
| E 78    | Störungen des Lipoproteinstoffwechsels und sonstige Lipidämien                                    | Reine Hypercholesterinämie, Familiäre Hypercholesterinämie, Hyperbetalipoproteinämie, Hyperlipidämie, Hyperlipoproteinämie, Reine Hypertriglyzeridämie, Endogene Hypertriglyzeridämie, Hyperpräbetalipoproteinämie, Gemischte Hyperlipidämie, Tubo-eruptives Xanthom, Xanthoma tuberosum, Hyperchylomikronämie, Gemischte Hypertriglyzeridämie, Lipoproteinmangel, A-Beta-Lipoproteinämie, High-density-Lipoproteinmangel, Hypoalphalipoproteinämie, Familiäre Hypoalphalipoproteinämie, Hypobetalipoproteinämie, Lezithin-Cholesterin-Azyltransferase-Mangel, Tangier-Krankheit                                                                   | Hypercholesterinämie, Hypertriglyzeridämie, Hyperlipidämie |
| E79     | Störungen des Purin- und Pyrimidinstoffwechsels                                                   | Hyperurikämie, Lesch-Nyhan-Syndrom, Hereditäre Xanthinurie (Xanthinurie) | –                                                          |
| E80     | Störungen des Porphyrin- und Bilirubinstoffwechsels                                               | Hereditäre erythropoetische Porphyrie, Angeborene erythropoetische Porphyrie, Erythropoetische Protoporphyrie, Porphyria cutanea tarda, Hereditäre Koproporphyrie, akut intermittierende Porphyrie, Akatalasämie (Takahara-Syndrom, Akatalasie), Gilbert-Meulengracht-Syndrom, Crigler-Najjar-Syndrom, Dubin-Johnson-Syndrom, Rotor-Syndrom | Porphyrie                                                  |
| E81 E82 | (nicht vergeben)                                                                                  | – | –                                                          |
| E83     | Störungen des Mineralstoffwechsels                                                                | Menkes-Syndrom, Wilson-Krankheit, Hämochromatose, Acrodermatitis enteropathica, Familiäre Hypophosphatämie, Hypophosphatasie, Mangel an saurer Phosphatase, Vitamin-D-resistente Osteomalazie, Vitamin-D-resistente Rachitis, Hypermagnesiämie, Hypomagnesiämie, Familiäre hypokalziurische Hyperkalziämie, Idiopathische Hyperkalziurie, Hereditäres Zinkmangelsyndrom | -                                                          |
| E84     | Zystische Fibrose                                                                                 | Zystische Fibrose, Mukoviszidose | –                                                          |
| E85     | Amyloidose                                                                                        | Nichtneuropathische heredofamiliäre Amyloidose, Familiäres Mittelmeerfieber, Hereditäre amyloide Nephropathie, Neuropathische heredofamiliäre Amyloidose, Amyloid-Polyneuropathie, Sekundäre systemische Amyloidose, Lokalisierte Amyloidose | Amyloidose                                                 |
| E86     | Volumenmangel                                                                                     | Volumenmangel, Dehydratation, Hypovolämie | –                                                          |
| E87     | Sonstige Störungen des Wasser- und Elektrolythaushaltes sowie des Säure-Basen-Gleichgewichts      | Hyperosmolalität, Hypernatriämie, Hypoosmolalität, Hyponatriämie, Natriummangel, Azidose, Laktat-Azidose, Metabolische Azidose, Respiratorische Azidose, Alkalose, Metabolische Alkalose, Respiratorische Alkalose, Hyperkaliämie, Hypokaliämie, Kaliummangel, Hyperchlorämie, Hypochlorämie | Elektrolytstörung                                          |
| E88     | Sonstige Stoffwechselstörungen                                                                    | Alpha-1-Antitrypsinmangel, Bisalbuminämie, Lipodystrophie, Lipomatose, Lipomatosis dolorosa (Dercum-Krankheit), Benigne symmetrische Lipomatose (Launois-Bensaude-Adenolipomatose), Trimethylaminurie | –                                                          |
| E89     | Endokrine und Stoffwechselstörungen nach medizinischen Maßnahmen, anderenorts nicht klassifiziert | Hypothyreose, Hypoinsulinämie, Hyperglykämie, Hypoparathyreoidismus, Hypopituitarismus, Ovarialinsuffizienz, Testikuläre Unterfunktion, Nebennierenrinden-Unterfunktion, Nebennierenmark-Unterfunktion | –                                                          |
| E90*    | Ernährungs- und Stoffwechselstörungen bei anderenorts klassifizierten Krankheiten                 | – | –                                                          |